# Mania D

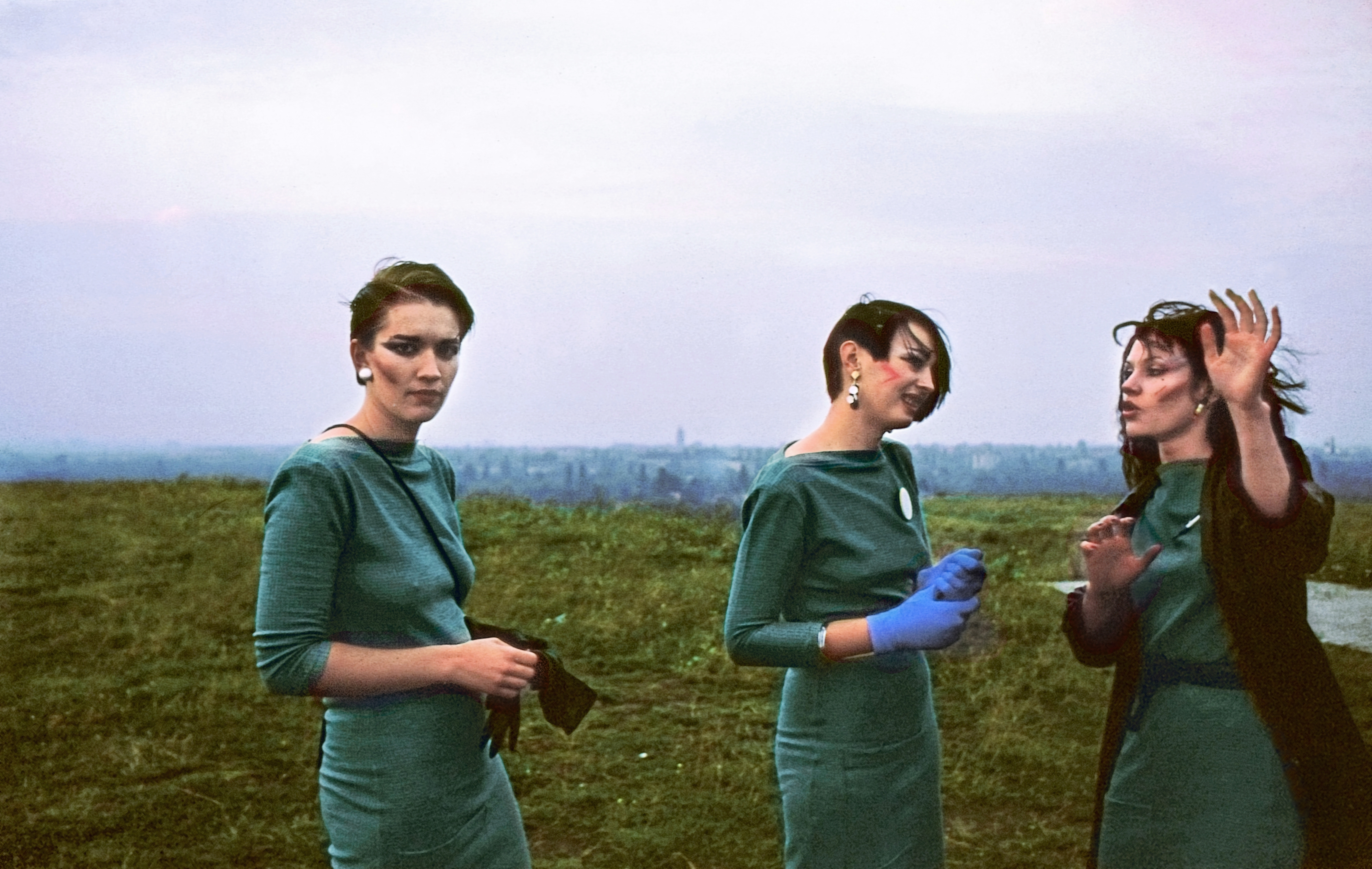
Gudrun Gut, Karin Luner et Bettina Köster sur le Teufelsberg en septembre 1979.

Mania D est un groupe ouest-berlinois de new wave expérimentale. Formé en mai 1979 par des musiciennes se réclamant du mouvement des dillettantes géniaux, le groupe muera en 1981 en Malaria!. Il est constitué de Bettina Köster, Gudrun Gut, Beate Bartel, Eva Gossling et Karin Luner. Leur musique se distingue par l'utilisation du saxophone tendance free jazz marié à des sonorités new wave et punk. 

## Discographie
- Track 4 (1980 ; Monogam)
- Live in Düsseldorf & SO36 (1980 ; Eisengrau)
- Jürgen Teipel, Frank Fenstermacher: Verschwende Deine Jugend. Punk und New Wave in Deutschland, piste 22, 2002, Universal Music, double album.